# Факон, Альбер
Альбер Факон — французский политик, бывший депутат Национального собрания Франции.
Родился 13 июля 1947 г. в Виши (департамент Алье). Член Социалистической партии.
Впервые был избран депутатом Национального собрания Франции в 1988 году, выиграв голосование по 14-му избирательному округу департамента Па-де-Кале. В 1993 году проиграл выборы кандидату правоцентристских сил Жану Урбаньяку, но в 1997 году сумел взять у него реванш. После этого ещё дважды - в 2002 и 2007 годах - побеждал на выборах депутатов Национального собрания Франции.
На выборах в Национальное собрание 2007 г. выиграл голосование, получив во 2-м туре 58,35 % голосов и опередив одного из лидеров ультраправого Национального фронта Марин Ле Пен. В выборах в Национальное собрание 2012 г. участия не принимал.

## Политическая карьера
21.03.1971 — 20.06.1981 — член совета города Куррьер 

21.06.1981 — 31.03.2003 — мэр города Куррьер 

22.03.1982 — 18.03.2001 — член генерального совета департамента Па-де-Кале, кантон Куррьер 

16.03.1986  — 27.06.1988 — член совета региона Нор-Па-де-Кале

23.06.1988 — 01.04.1993 — депутат Национального собрания Франции от 14-го избирательного округа департамента Па-де-Кале

12.06.1997 — 17.06.2012 — депутат Национального собрания Франции от 14-го избирательного округа департамента Па-де-Кале

01.04.2003 — 16.03.2008 — вице-мэр города Куррьер 

06.04.2001 — 16.03.2008 — президент агломерации Энен-Карвен